# Seznam avstro-ogrskih divizij
Seznam avstro-ogrskih divizij.

## Pehotne
- 1. pehotna divizija
- 2. pehotna divizija
- 3. pehotna divizija
- 4. pehotna divizija
- 5. pehotna divizija
- 6. pehotna divizija
- 7. pehotna divizija
- 8. pehotna divizija
- 9. pehotna divizija
- 10. pehotna divizija
- 11. pehotna divizija
- 12. pehotna divizija
- 13. deželnostrelska divizija
- 14. pehotna divizija
- 15. pehotna divizija
- 16. pehotna divizija
- 17. pehotna divizija
- 18. pehotna divizija
- 19. pehotna divizija
- 20. honvedska pehotna divizija
- 21. deželnostrelska divizija
- 22. deželnostrelska divizija
- 23. honvedska pehotna divizija
- 24. pehotna divizija
- 25. pehotna divizija
- 26. deželnostrelska divizija
- 27. pehotna divizija
- 28. pehotna divizija
- 29. pehotna divizija
- 30. pehotna divizija
- 31. pehotna divizija
- 32. pehotna divizija
- 33. pehotna divizija
- 34. pehotna divizija
- 35. pehotna divizija
- 36. pehotna divizija
- 37. honvedska pehotna divizija
- 38. honvedska pehotna divizija
- 39. honvedska pehotna divizija
- 40. honvedska pehotna divizija
- 41. honvedska pehotna divizija
- 43. honvedska pehotna divizija
- 43. deželnostrelska divizija
- 44. deželnostrelska divizija
- 45. deželnostrelska divizija
- 46. deželnostrelska divizija
- 47. pehotna divizija
- 48. pehotna divizija
- 49. pehotna divizija
- 50. pehotna divizija
- 51. honvedska pehotna divizija
- 52. pehotna divizija
- 53. pehotna divizija
- 54. pehotna divizija
- 55. pehotna divizija
- 56. pehotna divizija
- 57. pehotna divizija
- 58. pehotna divizija
- 59. pehotna divizija
- 60. pehotna divizija
- 61. pehotna divizija
- 62. pehotna divizija
- 63. pehotna divizija
- 64. honvedska pehotna divizija
- 70. honvedska pehotna divizija
- 71. pehotna divizija
- 72. pehotna divizija
- 73. pehotna divizija
- 74. honvedska pehotna divizija
- 81. pehotna divizija
- 90. pehotna divizija
- 91. pehotna divizija
- 92. pehotna divizija
- 93. pehotna divizija
- 94. pehotna divizija
- 95. deželnojurišna pehotna divizija
- 106. deželnojurišna pehotna divizija
- 155. honvedska pehotna divizija
- Skupina Braun
- Etschtalgruppe
- kombinirana pehotna divizija Goiginger
- kombinirana pehotna divizija Hrozný
- Kombinirana honvedska pehotna divizija Kornhaber
- Žandarmerijska divizija
- pehotna divizija Pustertal
- Cesarskostrelska divizija

## Konjeniške
- 1. konjeniška divizija
- 2. konjeniška divizija
- 3. konjeniška divizija
- 4. konjeniška divizija
- 5. honvedska konjeniška divizija
- 6. konjeniška divizija
- 7. konjeniška divizija
- 8. konjeniška divizija
- 9. konjeniška divizija
- 10. konjeniška divizija
- 11. honvedska konjeniška divizija
- 12. reitende Schützen-Division